# Stari Ras

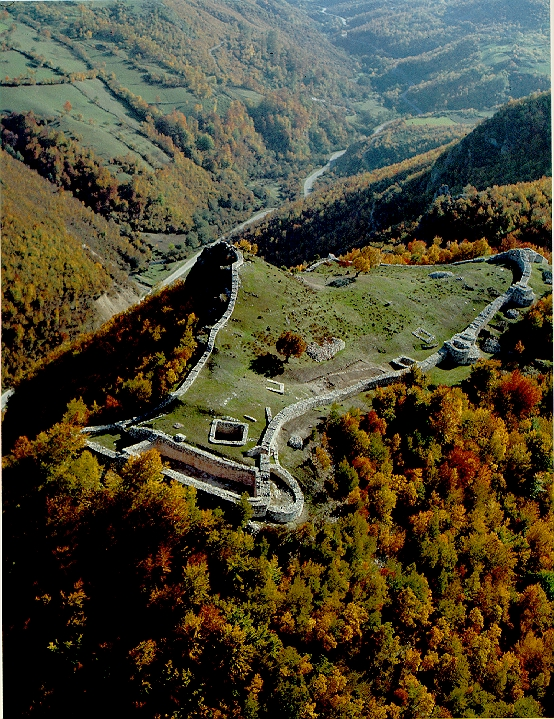
Stari Ras aus der Vogelperspektive

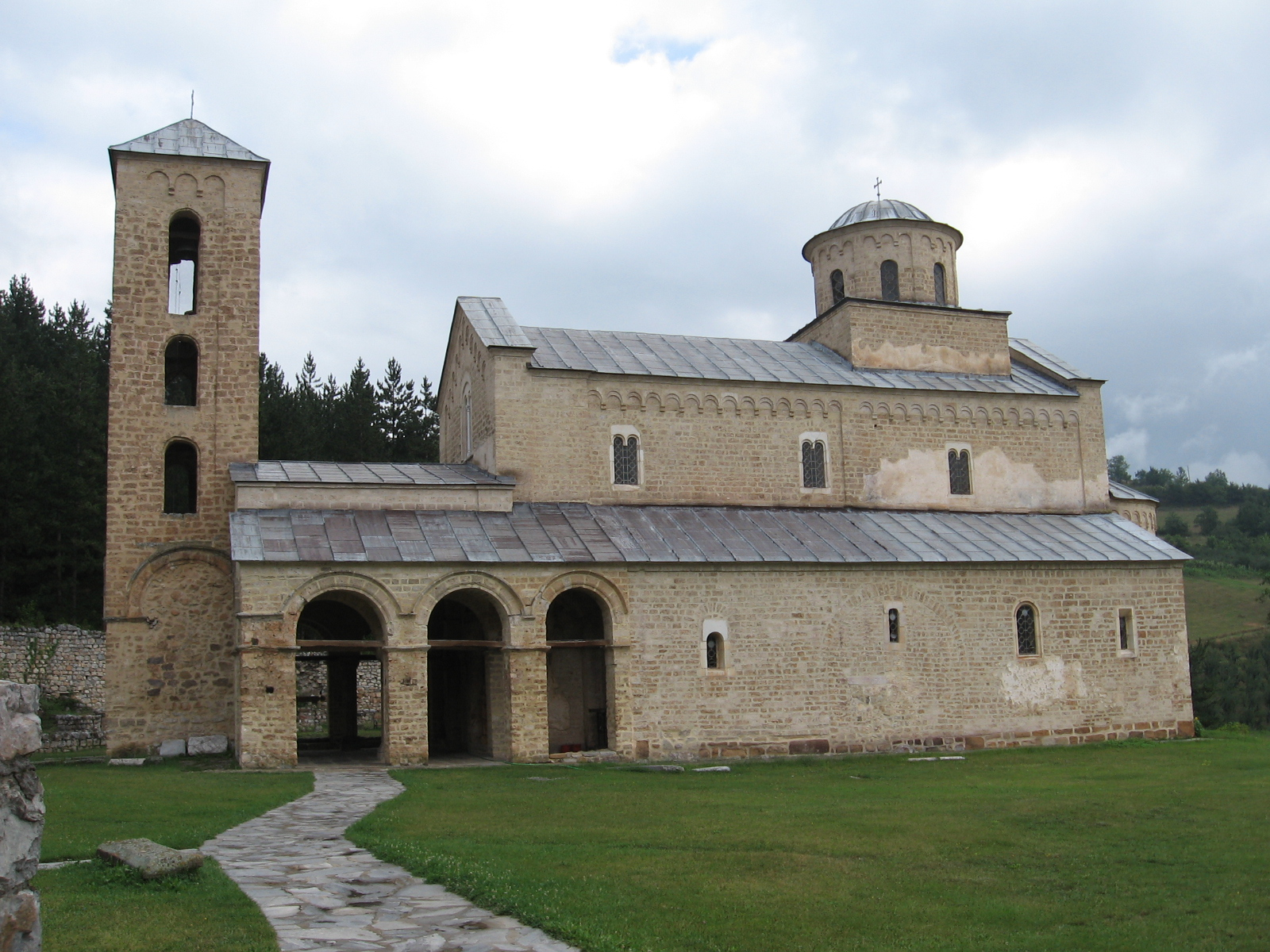
Das Kloster Sopoćani unweit von Stari Ras

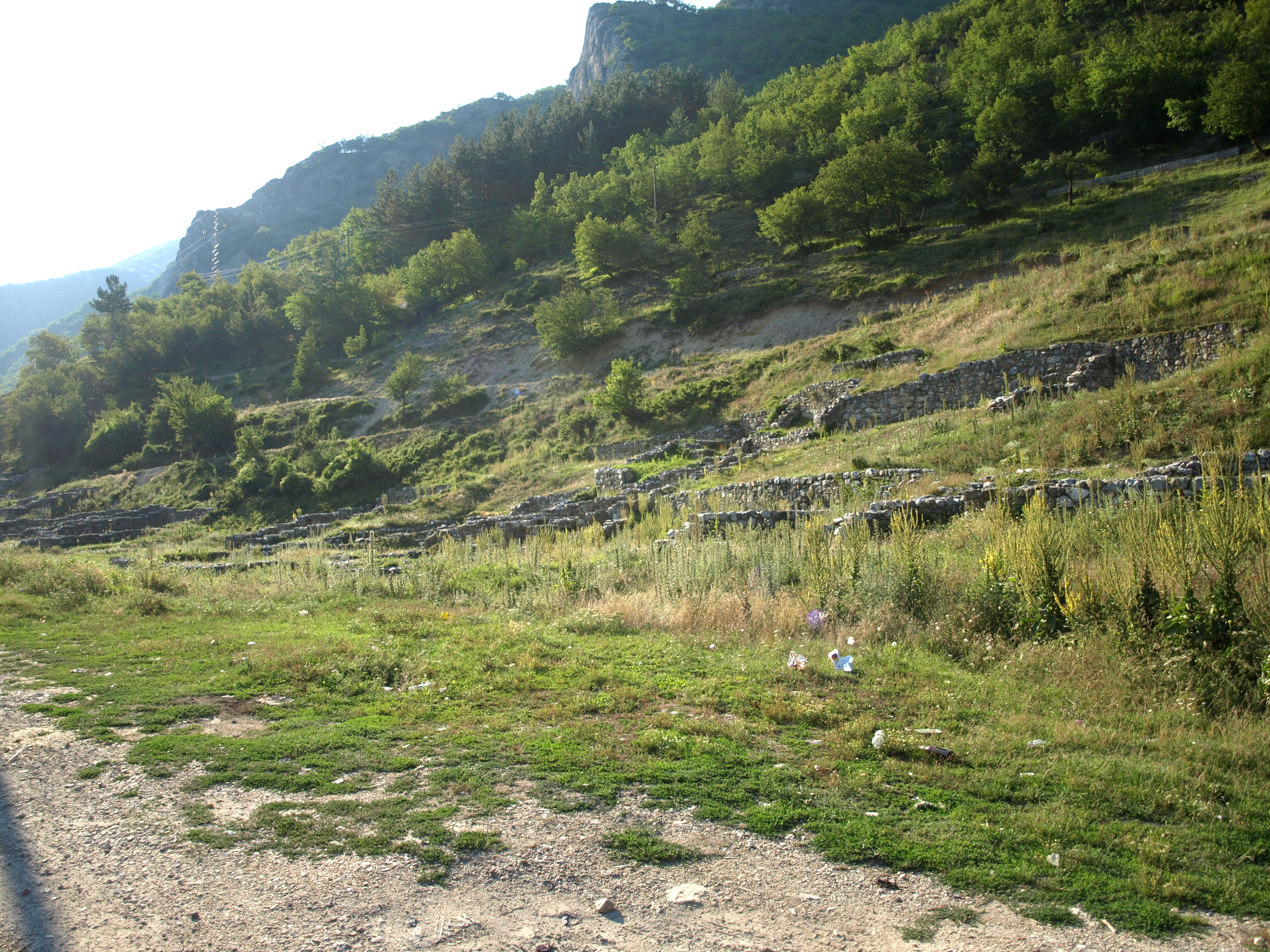
Reste von Stari Ras im Tal des Flusses Raška

Stari Ras oder Ras (Stari Ras bedeutet das Alte Ras bzw. Alte Raška) war im Frühmittelalter die Hauptstadt des serbischen Fürstentums Raszien.
Laut dem serbischen Byzantinisten Radivoj Radić ist das Toponym Ras wahrscheinlich römischen Ursprungs und auf das lateinische Verbum ardere (brennen, glühen) zurückzuführen, das über die Metathese ars-ras zum slawischen Ras wurde. Ähnlich wie die slawischen Toponyme Požega und Palež ist es ein Hinweis auf eine Brandrodung. Nach einer jüdischen Legende zogen einige Stämme Israels, die von den Assyrern in das legendäre Arsareth deportiert wurden, in das heutige Zentralserbien und Bulgarien und gründeten dort ein neues Arsareth. Anderen Theorien zufolge war die Stadt Arsa schon den Dardanern bekannt und möglicherweise mit dem albanischen Wort Ari sowie dem altalbanischen Wort arth (dt. Bär) verbunden, welches vom protoalbanischen Wort *artsa und dem protoindoeuropäischen Wort *h₂ŕ̥tḱos stammt. Weitere gehen davon aus, dass Ras ein slawischer Name für eine vor der großen Völkerwanderung besiedelten Region oder einem Stammesvorsteher war, mit dem sie das neue Gebiet besiedelten und nach ihm tauften. Im ostdeutschen, tschechischen und polnischen Raum taucht der Name in etwas abgewandelter Form ebenso auf. Hierfür siehe auch neben dem gleichnamigen Fluss Raška die namensverwandten Flüsse Rasina und Resava im Pomoravlje-Gebiet.
Die Festung Arsa wird erstmals im 6. Jahrhundert vom oströmischen Historiker Prokopios erwähnt. Sie soll unter Justinian I. errichtet worden sein.
In Serbien wurde Arsa, Rasa oder Ras in der jüngeren Fassung, bis dahin ein bedeutender Schnittpunkt an der byzantinisch-serbischen Grenze und Sitz eines Bistums, im 12. Jahrhundert zur Hauptstadt Vukan von Rasziens und war zugleich namensgebend für das serbische Hauptgebiet des Mittelalters und Ausgangspunkt des späteren Reiches der Nemanjiden. In späteren Zeiten wurden die Worte Raszier und Serben manchmal fast synonym gebraucht. So wurden die Serben in der Vojvodina bis in das 18. Jh. oft als Raszier bezeichnet.
Im 13. Jahrhundert wurde Stari Ras verwüstet, vermutlich von Mongolen. Die Siedlung bewegte sich in die Tiefebenen und es entstand die neue Stadt Raška. Stari Ras wurde nahe der Stadt Novi Pazar in Südwestserbien von Archäologen entdeckt. Es befindet sich auf einem Berg über dem Tal des Flusses Raška.
1979 wurde Stari Ras zusammen mit dem Kloster Sopoćani, der Peterskirche (9. Jahrhundert, älteste Kirche Serbiens) und dem Kloster Đurđevi Stupovi in die Liste des UNESCO-Weltkulturerbes aufgenommen.